# Piercarlo Ghinzani
Piercarlo Ghinzani (Riviera d'Adda, Lombardía, 16 de enero de 1952) es un expiloto de automovilismo italiano. Participó en 111 Grandes Premios de Fórmula 1, donde logró dos puntos. Desarrolló casi toda su carrera en F1 pilotando para el equipo italiano Osella. También resultó ganador del Campeonato Europeo de Fórmula 3 de 1977 y del Campeonato de Italia de Fórmula 3 en 1979.
Fue reemplazo parcial en la temporada 1982 de Fórmula 1 Internacional de su compatriota Riccardo Palletti tras el GP de Canadá del 13 de Junio de ese año en los Grandes Premios de Países Bajos, Austria, Suiza, y con un precontrato para la temporada 1983 no compitiendo siendo reemplazado de manera parcial y por 4 compentencias por su compatriota Guido Pardini en las competencias de Gran Bretaña, Alemania, Francia y Las Vegas.
Además participó en la Fórmula Dos Europea y en el Campeonato Mundial de Resistencia, con cuatro 24 Horas de Le Mans largadas para Lancia.
Actualmente dirige su propio equipo de carreras, el Team Ghinzani.

## Resultados

### Fórmula 1
(Clave) (negrita indica pole position) (cursiva indica vuelta rápida)

| Año     | Escudería                | 1        | 2        | 3        | 4        | 5        | 6        | 7        | 8        | 9        | 10      | 11       | 12       | 13       | 14      | 15       | 16      | Pos. | Puntos |
| ------- | ------------------------ | -------- | -------- | -------- | -------- | -------- | -------- | -------- | -------- | -------- | ------- | -------- | -------- | -------- | ------- | -------- | ------- | ---- | ------ |
| 1981    | Osella Squadra Corse     | USW      | BRA      | ARG      | SMR      | BEL 13   | MON DNQ  | ESP      | FRA      | GBR      | GER     | AUT      | NED      | ITA      | CAN     | LVG      |         | NC   | 0      |
| 1983    | Osella Squadra Corse     | BRA DNQ  | USW DNQ  | FRA DNQ  | SMR DNQ  | MON DNQ  | BEL DNQ  | USE Ret  | CAN DNQ  | GBR Ret  | GER Ret | AUT 11   | NED DNQ  | ITA Ret  | EUR Ret | RSA Ret  |         | NC   | 0      |
| 1984    | Osella Squadra Corse     | BRA Ret  | RSA DNS  | BEL Ret  | SMR DNQ  | FRA 12   | MON 7    | CAN Ret  | USE Ret  | USA 5    | GBR 9   | GER Ret  | AUT Ret  | NED Ret  | ITA 7†  | EUR Ret  | POR Ret | 19.º | 2      |
| 1985    | Osella Squadra Corse     | BRA 12   | POR 9    | SMR NC   | MON DNQ  | CAN Ret  | USE Ret  | FRA 15   | GBR Ret  | GER      |         |          |          |          |         |          |         | NC   | 0      |
| 1985    | Toleman Group Motorsport |          |          |          |          |          |          |          |          |          | AUT DNS | NED Ret  | ITA DNS  | BEL Ret  | EUR Ret | RSA Ret  | AUS Ret | NC   | 0      |
| 1986    | Osella Squadra Corse     | BRA Ret  | ESP Ret  | SMR Ret  | MON DNQ  | BEL Ret  | CAN Ret  | USE Ret  | FRA Ret  | GBR Ret  | GER Ret | HUN Ret  | AUT 11   | ITA Ret  | POR Ret | MEX Ret  | AUS Ret | NC   | 0      |
| 1987    | Ligier Loto              | BRA      | SMR Ret  | BEL 7†   | MON 12   | USE Ret  | FRA Ret  | GBR EX   | GER Ret  | HUN 12   | AUT 8   | ITA 8    | POR Ret  | ESP Ret  | MEX Ret | JPN 13   | AUS Ret | NC   | 0      |
| 1988    | West Zakspeed Racing     | BRA DNQ  | SMR Ret  | MON Ret  | MEX 15   | CAN 14†  | USE DNQ  | FRA EX   | GBR DNQ  | GER 14   | HUN DNQ | BEL Ret  | ITA Ret  | POR DNQ  | ESP DNQ | JPN DNQ  | AUS Ret | NC   | 0      |
| 1989    | Osella Squadra Corse     | BRA DNPQ | SMR DNPQ | MON DNPQ | MEX DNPQ | USA DNPQ | CAN DNPQ | FRA DNPQ | GBR DNPQ | GER DNPQ | HUN Ret | BEL DNPQ | ITA DNPQ | POR DNPQ | ESP Ret | JPN DNPQ | AUS Ret | NC   | 0      |
| Fuente: |                          |          |          |          |          |          |          |          |          |          |         |          |          |          |         |          |         |      |        |